# Pacé (Orne)
Pacé è un comune francese di 389 abitanti situato nel dipartimento dell'Orne nella regione della Normandia.

## Storia

### Simboli
È stato adottato il 27 giugno 2015. Le chiavi sono attributo di san Pietro, patrono della parrocchia e la colomba fa riferimento al nome del paese (Pacé, "pace").

## Società

### Evoluzione demografica
Abitanti censiti